# 吹雪 (吹雪型駆逐艦)
吹雪（ふぶき）は、大日本帝国海軍の一等駆逐艦。吹雪は吹雪型（特型）駆逐艦の一番艦で、同時に「雪級」の一番艦。この名を持つ日本海軍の艦艇としては2隻目である（初代は春雨型駆逐艦の吹雪）。
吹雪は1942年10月11日のサボ島沖海戦で沈没し、吹雪型は「白雪型駆逐艦」と改名された。その後、「初雪型駆逐艦」として再登録された。

## 艦歴
第35号駆逐艦の艦名は、既に浦風型駆逐艦浦風で使われていた。
吹雪は舞鶴工作部で1926年（大正15年）6月19日に起工。6月25日、浦賀船渠で建造の駆逐艦に第三十三号駆逐艦(望月)、本艦に「第三十五号駆逐艦」、佐世保海軍工廠の駆逐艦に第四十号駆逐艦(東雲)の艦名が与えられる。同日附で「第33号駆逐艦、第35号駆逐艦、第40号駆逐艦」は一等駆逐艦に類別。「第35号駆逐艦」は1927年（昭和2年）11月15日に進水、1928年（昭和3年）8月1日、「吹雪」と改称された。改名から間もない8月10日に竣工。
吹雪型初期姉妹艦（吹雪、白雪、初雪、深雪）と共に第11駆逐隊を編制していた。
1930年（昭和5年）12月には南雲忠一大佐が同隊駆逐隊司令を務める。太平洋戦争開戦時までは、主に中国方面で活動した。
1931年（昭和6年）、吹雪は第11駆逐隊から除籍され、新たに吹雪、東雲、磯波の3隻で第20駆逐隊を編制することになった。
1935年（昭和10年）9月26日の第四艦隊事件で吹雪型の初雪、夕霧は艦首切断の損害を受けた。艦体強度が問題となり、吹雪も改装されている。
1936年（昭和11年）年末の編制変更により第20駆逐隊は除籍され、吹雪は第11駆逐隊、東雲は第12駆逐隊、磯波は第19駆逐隊にそれぞれ復帰した。
1937年（昭和12年）7月28日、日本海軍は軽巡洋艦木曽、第6駆逐隊（響、雷、電）、第10駆逐隊（狭霧、漣、暁）、第11駆逐隊（吹雪、白雪、初雪）により第四水雷戦隊（司令官細萱戊子郎少将）を編制。
1937年11月に第11駆逐隊は第12戦隊の指揮下において杭州湾上陸作戦（H作戦）に参加し、上陸援護を行った。
1939年（昭和14年）11月、有賀幸作中佐が第11駆逐隊司令に着任。初雪も第四艦隊事件の損傷を修理して第11駆逐隊に復帰した。さらに第11駆逐隊は空母2隻（蒼龍、飛龍）と共に第二航空戦隊を編制（司令官戸塚道太郎少将）。1940年（昭和15年）8月下旬から9月中旬、吹雪はサイパン、ポナペ、トラック泊地等で開かれた演習に参加した。この間、3隻（飛龍、初雪、白雪）は北部仏印進駐に投入されている。演習と仏印進駐作戦を終えた11駆（吹雪、白雪、初雪）は連合艦隊期末演習に参加、第二水雷戦隊と共に仮想敵艦（飛龍、蒼龍）に対し雷撃訓練を実施した。
その後、吹雪は1940年（昭和15年）10月11日の紀元二千六百年記念行事に伴う紀元二千六百年特別観艦式に参加する。第11駆逐隊は第二列の17隻の最後尾（長門、陸奥、伊勢、摂津、凉風、江風、村雨、春雨、夕立、五月雨、漣、綾波、浦波、初雪、白雪、吹雪）に配置されていた。
同年末の編制替えにより第11駆逐隊は第三水雷戦隊に編入され、第二航空戦隊には第23駆逐隊（菊月、夕月、卯月）が編入された。駆逐隊司令も有賀大佐から荘司喜一郎大佐（のち川内艦長）にかわった。
1941年（昭和16年）9月12日に内示された昭和17年度海軍戦時編制によれば、第11駆逐隊（吹雪、白雪、初雪）は最新鋭の翔鶴型航空母艦（翔鶴、瑞鶴）と第一航空戦隊を編制し、それまでの一航戦（赤城、加賀）は第五航空戦隊となる予定であった。しかし太平洋戦争の勃発により、吹雪以下第11駆逐隊が同大戦で空母機動部隊に配属される事はなかった。

### 太平洋戦争緒戦
1941年（昭和16年）12月の太平洋戦争勃発時、吹雪型3隻（吹雪、白雪、初雪）は引続き第11駆逐隊を編制。荘司大佐が座乗する司令駆逐艦は初雪で、吹雪は駆逐隊3番艦であった。さらに第三水雷戦隊（司令官橋本信太郎少将：旗艦川内）に所属し、南遣艦隊（司令官小沢治三郎中将：旗艦鳥海）の中の一隻として南方作戦に参加した。
開戦と同時にマレー半島上陸船団護衛、ボルネオ島攻略戦、クチン攻略作戦船団護衛等の諸任務に従事した。
マレー沖海戦では12月9日に日本海軍は戦艦プリンス・オブ・ウェールズを含んだイギリス東洋艦隊Z部隊の北上を察知したが、南遣艦隊に配備されていた戦艦金剛、榛名では戦力不足だったため、小沢司令は水雷戦隊と航空部隊で撃滅することにした。
9日夜に鳥海は重巡最上、三隅、鈴谷、熊野、軽巡鬼怒、由良、駆逐艦狭霧、吹雪、白雪、初雪を率いてZ部隊との夜戦を試みたが発見できなかった。
翌日Z部隊は海軍第二十二航空戦隊の攻撃で壊滅した。
12月11日、南遣艦隊はカムラン湾に集結し、第二次マレー上陸作戦とボルネオ島攻略作戦を発動し、吹雪は第二次マレー上陸作戦に参加する第三水雷戦隊本隊から離れて三水戦・第20駆逐隊所属の狭霧とともにボルネオ上陸作戦の護衛隊本隊（熊野、鈴谷、吹雪、狭霧）、に参加。
13日、「由良」と第12駆逐隊（叢雲、白雲、東雲）に護衛されたボルネオ攻略部隊はカムラン湾を出撃、護衛隊本隊（熊野、鈴谷、吹雪、狭霧）もそれに続いた。
12月17日、「東雲」はボルネオ・ミリ攻略中にオランダ軍飛行艇の攻撃で沈没した。
12月24日、潜水艦に襲撃されたボルネオ攻略部隊の輸送船団救援のために護衛隊本隊から派遣された「狭霧」がオランダ潜水艦「K XVI」に雷撃されて爆沈。第七戦隊を護衛していた「吹雪」は「初雪」、「白雪」と合流すると「初雪」とともに現場に急行、「吹雪」は「白雲」などの日本軍艦艇から救助されていた「狭霧」生存者を移乗・回収すると「熊野」、「鈴谷」とともにカムラン湾へ帰投した。
1942年（昭和17年）1月11日、被雷した「秋田丸」の生存者を救助。
1月26-27日、吹雪はマレー半島南部東海岸で生起したエンドウ沖海戦に参加する。当時の日本軍戦力は、輸送船2隻（関西丸、かんべら丸）を第三水雷戦隊川内、第20駆逐隊（朝霧、夕霧、天霧）、第11駆逐隊（初雪、白雪、吹雪）、および掃海艇・駆潜艇数隻である。26日16時30分、イギリス東洋艦隊の残存艦であったオーストラリア海軍駆逐艦「ヴァンパイア」とイギリス海軍駆逐艦「サネット」は、アメリカ軍駆逐艦4隻が第四水雷戦隊を翻弄し輸送船5隻を撃沈したバリクパパン沖海戦の再現を狙い、各艦の残魚雷は3本だったにもかかわらずシンガポールから出撃した。
一方の日本軍は、前日よりイギリス軍機の波状空襲を受けていたが陸軍の九七式戦闘機の援護や各艦の回避行動により、輸送船2隻が小破したにとどまった。吹雪に対空戦闘による損傷はなかった。だが英巡洋艦2隻出撃という航空隊からの通報で、第三水雷戦隊は対水上艦戦闘に備え警戒態勢をとる。
27日夜戦では、まず午前4時10分に掃海艇4号が連合国軍2隻を発見して通報、続いて4時35分に吹雪が全軍に報告する。ヴァンパイアは川内に魚雷1本を発射したが命中しなかった。これに対し白雪が探照灯を照射しつつ砲撃をおこない、ヴァンパイアを撃退した。続いて吹雪以下各艦がサネットを砲撃し撃沈した。ヴァンパイアは煙幕を展開しつつ南方へ脱出した。
本戦闘で吹雪はサネットに対し12.7cm主砲102発を発射、他艦も軒並み主砲70発前後を発射している。三水戦の戦闘詳報では、撃破した敵艦（サネット）に拘りすぎて別の敵艦（ヴァンパイア）への攻撃が不徹底に終わった事、各艦がサネットに探照灯を重複照射したため他の敵艦（ヴァンパイア）が見えなくなった事、各艦が三水戦司令部（川内）の命令を待ちすぎて離脱する敵艦への追撃が遅れた点を指摘し、『遂に之ヲ逸シタルハ遺憾ナリ』と評価している。日本艦隊の砲弾が探照灯照射中の白雪に集中し、橋本少将が射撃中止を命じる場面もあった。大本営発表では『二対二の駆逐艦戦』『第二には大東亞戦争勃発以来最初の軍艦と軍艦との戦ひ』として水上戦闘における初勝利を宣伝したが、実際には軽巡1駆逐艦6と駆逐艦2の水上戦闘であった。なお本海戦の以前に起きた水上艦同士の戦闘としては、1月12日夜、駆逐艦山風と第38号哨戒艇(旧樅型駆逐艦蓬)によるオランダ敷設艦プリンス・ファン・オラニエの撃沈等がある。

### シンガポール方面掃蕩
次の作戦は南部スマトラの攻略であった。軽巡洋艦「川内」、第十一駆逐隊（「吹雪」など駆逐艦4隻）、駆逐艦1隻は陸軍先遣隊船団（輸送船8隻）を護衛して2月9日にカムラン湾から出撃した。また、2月10日には馬来部隊主隊（重巡洋艦5隻、軽巡洋艦「由良」など）他が、2月11日には陸軍主力船団がそれぞれ出撃した。
2月12日、連合国軍のシンガポール方面からの脱出が盛んであると思われる事を受けて馬来部隊指揮官小沢治三郎中将はそれを攻撃することを決めた。ここで「由良」が第三水雷戦隊の指揮下に入った。「川内」、「由良」、第七戦隊第一小隊、第十一駆逐隊、第十二駆逐隊はシンケップ島東方へと向かった。2月13日、「吹雪」と駆逐艦「朝霧」はイギリス砲艦「スコーピオン」を撃沈した。2月14日未明には2隻はイギリス哨戒艇「トラング」を撃沈した。この日、「川内」などは船団護衛に戻ったが、「吹雪」と「朝霧」は「由良」艦長の指揮下で敵艦船攻撃任務の継続や船団の北方を警戒するよう命じられた。この後、陸軍の海上トラック船団がイギリスの特設哨戒艇「リ・ウォ」の攻撃を受けた。「由良」と「吹雪」、「朝霧」は救援に向かい、「リ・ウォ」を撃沈した。2月15日、船団は泊地に到着し、上陸が開始された。同日、スマトラ西方を北上する敵艦隊（カレル・ドールマン少将率いる重巡洋艦1隻、軽巡洋艦4隻、駆逐艦8隻）が発見される。「由良」、第十一駆逐隊などは主隊への合流を命じられた。しかし、敵艦隊は航空攻撃を受けると撤退した。また、「吹雪」は2月15日にはイギリス特設敷設艦と駆潜艇を擱座させ、2月16日にはイギリス高速艇2隻を捕獲の他、「川内」とともにイギリスタンカー「RELAU」を捕獲した。
18日、由良及び第11駆逐隊はジャワ作戦準備のためアナンバス諸島へ向かい、同時に三水戦の指揮下を離れた。

### バタビア沖海戦
2月18日、今村均陸軍中将率いる陸軍第16軍は西部ジャワ島攻略（蘭印作戦）のため神州丸・あきつ丸以下の輸送船56隻に分乗し、カムラン湾を出撃した。第五水雷戦隊司令官（司令官原顕三郎少将：旗艦名取）指揮の第三護衛隊が船団を護衛しており、原司令官は附近で行動中の第七戦隊（最上型重巡洋艦4隻）や第四航空戦隊（司令官角田覚治少将：空母龍驤）等に掩護を要請していた。
21日、由良、第11駆逐隊（初雪、白雪、吹雪）、第12駆逐隊等は第五水雷戦隊（第三護衛部隊）と合流する。吹雪は同部隊に編入され、五水戦司令官の指揮下に入った。
24日、特設水上機母艦神川丸の水上偵察機が潜水艦を発見、駆逐艦春風と吹雪は協同で爆雷攻撃を行った。
27日、重巡熊野水上偵察機が「巡洋艦3隻(1隻は戦艦可能性)を含む連合軍艦隊が輸送船団に接近中」と報告、原司令官は輸送船団を反転させると同時に、分散していた軽巡由良、第11駆逐隊、第12駆逐隊に集結を命じた。そして陸軍上陸日の調整を行いつつ、吹雪以下五水戦・第七戦隊戦力をもって連合軍艦隊を撃破する意向を示した。
ところが先任の栗田健男第七戦隊司令官は水上戦闘を回避する意向であり、熊野（栗田）と名取（原）との間で盛んに信号のやりとりがあった。結局、両者の応酬をみかねた連合艦隊司令部が仲裁に入り、栗田を統一指揮官にして事態の打開をはかった。2月28日、原少将は由良に三水戦への復帰を命じ、駆逐艦松風には第四航空戦隊の護衛を下令した。
その頃、カレル・ドールマン少将率いるABDA連合軍艦隊と日本海軍・第五戦隊、第二水雷戦隊、第四水雷戦隊の間でスラバヤ沖海戦が生起する。同海戦第一次昼戦・第二次昼戦・第一夜戦・第二夜戦（2月27日-28日）で連合軍艦隊はドールマン少将戦死、軽巡洋艦デ・ロイテル、ジャワ沈没という被害を受けたが、那智、羽黒の乗組員が沈没するデ・ロイテルとジャワに気を取られているうちにアメリカ海軍の重巡洋艦ヒューストン、オーストラリア海軍の軽巡洋艦パースは離脱に成功する。28日正午、両艦は無傷のままバダビアに到着、スンダ海峡を通過して脱出を試みようとしていた。同日朝、五水戦及び輸送船団もジャワ島西端のメラク湾・バンダム湾に入泊し上陸を開始。吹雪、春風は監視艇1隻を砲撃して擱座させた。
松風は四航戦護衛のため分離しつつあった。また三隈から「敵艦隊接近中」との偵察結果を受け、第三護衛隊（原司令官）は第七戦隊第2小隊に船団護衛を命じた。
3月1日のバタビヤ沖海戦で、吹雪は第五水雷戦隊や第七戦隊第2小隊（三隈、最上）・第19駆逐隊敷波と共同し、連合軍艦隊残存艦（重巡洋艦 ヒューストン、軽巡洋艦 パース）の撃沈に貢献した。経過は以下のとおりである。
3月1日（月齢14）日付変更直後、哨戒のためバビ島を右舷に見ながら単艦で行動していた吹雪は、バビ島右側北方から航行してきたヒューストン、パースを発見し味方に通報する。さらに連合軍巡洋艦2隻を約25分にわたって追跡、最終的に距離2500mで魚雷9本を発射して2本命中を報告した。
実際には命中していなかったが、戦闘詳報では吹雪の初撃を高く評価している。このあと巡洋艦2隻は吹雪を砲撃したため、吹雪は煙幕を展開して敵艦との距離をとった。
午前1時40分、吹雪は初雪、白雪と合流、午前2時頃には名取、第11駆逐隊（白雪、初雪、吹雪）、第12駆逐隊（白雲、叢雲）、第5駆逐隊（春風、旗風、朝風）の単縦陣となった。
バンタム湾内に追い詰められた二隻の連合軍艦隊の巡洋艦には砲撃雷撃が集中し、パースは1時42分に沈没した。ヒューストンは単独でしぶとく反撃を続けるが、2時6分に沈没した。その後の3時30分、初雪、吹雪は5000トン級タンカーに対し砲撃を行い、撃沈を報告した。同日21時35分、初雪、吹雪はイギリス軍駆逐艦1隻を撃沈、掃海艇1隻を擱座させたと報告した。
なお、本海戦では誤射が頻発、特に日本艦隊が発射した魚雷（0時44分吹雪、1時13分朝風、1時13-14分名取・初雪・白雪、1時19分三隈、1時26分春風、1時27分最上、1時28分旗風、1時30分白雲・叢雲、1時59分敷波）は友軍に大きな被害をもたらした。旧来の史料や一部のアメリカ側文献では、日本軍輸送船の沈没・損傷をアメリカ軍魚雷艇の襲撃によるもの、あるいは連合国軍巡洋艦2隻の戦果としたり、海戦序盤00時44分に吹雪が発射した9本の魚雷が被害を与えたとする。しかし日本海軍が被雷時刻と射線を検討した結果、第七戦隊最上が発射した魚雷と判明した。海戦を通じ、今村陸軍中将が座乗する揚陸艦神州丸、病院船蓬莱丸、輸送船龍野丸、佐倉丸、第二号掃海艇が沈没もしくは大破着底。日本陸軍（今村中将）は『損傷輸送船団ハ砲弾ノ外高速魚雷艇ノ攻撃ニ依ルモノノ如シ』として日本海軍の不手際を不問にしている。陸軍省が企画した対外用公刊戦史『大東亜戦史 ジャワ作戦』（1942年11月）では、連合軍の駆逐艦や爆撃機の攻撃によって神州丸以下は沈没したことになっている。
なお、バンタムの西部に位置するメラクへの上陸部隊であるあきつ丸以下の輸送船団は敵艦隊との遭遇も無く無事に上陸を成功させ帰路に就いた。
3月4日、第11駆逐隊（初雪、白雪、吹雪）は第三護衛部隊の指揮下を離れ、シンガポール（昭南）へ向かった。
3月10日、第三水雷戦隊の編制が代わり、東雲を喪失して2隻編制（白雲、叢雲）となっていた第12駆逐隊が解隊。狭霧を喪失して3隻体制になっていた第20駆逐隊に白雲が加入、叢雲は第11駆逐隊に編入され、開戦時以来吹雪型3隻体制だった第11駆逐隊は4隻（初雪、白雪、吹雪、叢雲）に増強される。第11駆逐隊は、第1小隊1番艦「初雪(駆逐隊司令艦)」、2番艦白雪、第2小隊3番艦吹雪、4番艦叢雲であった。
その後、北部スマトラ掃蕩作戦、アンダマン攻略作戦に参加。4月上旬、ベンガル湾機動戦に参加。この作戦の川内、第11駆逐隊、第19駆逐隊第1小隊は警戒隊に編入され、主隊（鳥海、由良、龍驤、第七戦隊、第20駆逐隊）の行動には加わらなかった。本作戦を最後に、各隊は呉に帰投した。
6月上旬のミッドウェー海戦で、第三水雷戦隊（川内、第11駆逐隊《吹雪、白雪、初雪、叢雲》、第19駆逐隊《磯波、浦波、敷波、綾波》、第20駆逐隊《天霧、朝霧、夕霧、白雲》）および第24駆逐隊（江風、海風）、第27駆逐隊（時雨、白露、夕暮）は主力部隊（山本五十六連合艦隊司令長官：戦艦《大和、長門、陸奥》、高須四郎中将：《扶桑、山城、伊勢、日向》、空母鳳翔等）を護衛した。
7月15日、新しい第11駆逐隊司令として杉野修一大佐が着任した。同月中旬、ドイツ、イタリアからの要請により日本海軍はインド洋方面通商破壊作戦「B作戦」を発動。同作戦参加戦力は第七戦隊（司令官西村祥治少将：巡洋艦熊野、鈴谷）、第三水雷戦隊（川内、第11駆逐隊、第19駆逐隊、第20駆逐隊）、第二水雷戦隊（第2駆逐隊《村雨、五月雨、夕立、春雨》、第15駆逐隊《黒潮、親潮、早潮》）によって構成され、マレー半島西岸メルギー（en:Myeik, Burma）に集結する。空母の援護もなく、敵商船拿捕を目的とした作戦に水雷戦隊の士気は一気に下がってしまったという。8月8日、ガダルカナル島の戦いが始まった事により作戦は中止され、各隊・各艦はダバオを経由してトラック泊地やソロモン諸島へ向かった。第三水雷戦隊は8月13日にトラックへ進出、第11駆逐隊はさらに25日ラバウル到着、29日には輸送船佐渡丸(川口支隊長川口清健少将乗船）を護衛してショートランド泊地に到着した。

### ガダルカナル島の戦い
8月7日以降のガダルカナル島の戦いに於いては、ガダルカナル島ヘンダーソン飛行場が重要な役目を果たした。第二次ソロモン海戦では、同飛行場から発進したアメリカ軍機によって第二水雷戦隊が護衛していた日本軍輸送船団が撃退され（駆逐艦睦月、輸送船金龍丸沈没、軽巡神通中破）、制空権なき海域での輸送船団突入は成功の見込みがなくなっていた。そこで高速の駆逐艦に物資を搭載しての揚陸作戦、通称『鼠輸送』が始まる。水雷戦隊の中核として建造された艦隊型駆逐艦にとって想定外の任務であり、乗組員の疲労に加え、空襲やアメリカ軍水上艦艇との戦闘で急速に消耗していった。8月30日附で外南洋部隊（指揮官三川軍一第八艦隊司令長官）は外南洋部隊増援部隊指揮官田中頼三少将（第二水雷戦隊司令官）を更迭、ラバウルに到着した第三水雷戦隊司令官橋本信太郎少将（旗艦川内）を新たな増援部隊指揮官に任命した。記録によれば、吹雪は以下の輸送作戦に参加した。
8月29日　第24駆逐隊(海風、江風)、第11駆逐隊（初雪、吹雪、白雪）はガ島揚陸作戦を実施し、8月19日の一木支隊第1梯団上陸以来初のガ島揚陸に成功。
8月31日　24駆逐隊司令指揮下の駆逐艦8隻（海風、江風、涼風、陽炎、初雪、吹雪、白雪、天霧）はガ島への輸送作戦を実施し川口清健陸軍少将（川口支隊長）を含む陸兵約1200名の揚陸に成功した。
9月2日　敷設艦津軽によるガ島輸送を4隻（哨戒艇1号、2号、陽炎、夕暮）が護衛し、さらに駆逐艦3隻（吹雪、白雪、天霧）が飛行場砲撃を実施、帰路で空襲を受けた津軽が小破した
9月5日、「吹雪、白雪、天霧、陽炎、夕暮」でガ島輸送を実施。
9月8日　軽巡川内(第三水雷戦隊司令官座乗)、駆逐艦浦波、敷波、吹雪、白雪、天霧、陽炎、天霧、夕暮はアメリカ軍輸送艦隊出現の報によりガ島へ向かったが遭遇せず、駆逐艦1隻を撃沈（アメリカ軍によると掃海艇1隻擱座）、1隻大破を報告した。
9月12日　川内、敷波、吹雪、凉風はガ島の日本陸軍（川口支隊）総攻撃の支援のためにルンガ泊地に夜間突入し、約1時間の砲撃を実施した（ガダルカナル島の戦い#第一次総攻撃）。
9月14日　吹雪、涼風、第7駆逐隊《潮、漣》はガ島砲撃と輸送を実施した。
9月16日　ガ島の日本陸軍（川口支隊）総攻撃失敗を受けて小西要人(第7駆逐隊司令)指揮のもと潮、吹雪、涼風は大発動艇2隻を曳航して出撃、途中で空襲を受けたが回避に成功（吹雪の大発動艇は曳索切断、喪失）、ガ島揚陸を実施した。
10月1日　初雪、白雪、吹雪、叢雲は陸軍青葉支隊司令部(第二歩兵団長)80名と糧食を搭載して出撃、空襲回避中に初雪の舵が故障し、司令駆逐艦は白雪となった。白雪、吹雪、叢雲による揚陸は成功した。
10月4日　瀬戸山安秀(第27駆逐隊司令)大佐の指揮する時雨、白雪、吹雪、叢雲、綾波はガ島輸送を実施した。
10月7日　日進艦長の指揮下で水上機母艦日進と秋月型駆逐艦秋月、さらに時雨、吹雪、白雪、叢雲、綾波はショートランド泊地を出撃したが、天候不良のため上空警戒機を手配できず、日進、秋月はショートランド泊地に帰投した。時雨指揮下の輸送隊（時雨、吹雪、白雪、叢雲、綾波）はそのままガ島へ向かい、零式水上観測機小数機の援護を受けて揚陸に成功、被害もなかった。

### サボ島沖海戦
1942年（昭和17年）10月11日12時、第11駆逐隊第2小隊（吹雪、初雪）は、第六戦隊（司令官五藤存知少将）の重巡洋艦3隻（青葉、古鷹、衣笠）とともにブーゲンビル島ショートランド泊地を出撃し、ガダルカナル島ヘンダーソン飛行場砲撃に向かった。
同日、連合艦隊司令長官山本五十六大将の下令によって第三戦隊（司令官栗田健男中将）の金剛型戦艦2隻（金剛、榛名）及び護衛部隊（第二水雷戦隊）による『第二次挺身隊』がヘンダーソン基地艦砲射撃を行うべくトラック泊地を出撃しており、第六戦隊は『第二次挺身隊』に先駆けてルンガ泊地に突入し飛行場砲撃を行うよう命令されていた。
第六戦隊司令部は、従来の輸送任務で米艦隊の反撃が限定的だったこと、11日昼間の航空偵察で敵艦影を見なかったこと、3時間前にガダルカナル島に到着した日進隊（水上機母艦2隻《日進、千歳》、護衛艦《秋月、綾波、白雪、叢雲、朝雲、夏雲》）が反撃なく揚陸に成功したことから、『敵の大兵力水上部隊を以てする反撃等は無い』と判断して『特に警戒を厳に為しありき』という状態だった。だが日本海軍の行動を察知していたアメリカ軍は、ガダルカナル島への増援部隊（陸兵約3000名）輸送船団からノーマン・スコット少将率いる重巡洋艦サンフランシスコ・ソルトレイクシティー、軽巡洋艦ボイシ・ヘレナ、駆逐艦5隻の艦隊を護衛任務から引き抜き、アイアンボトム・サウンドに派遣して待ち構えていた。
16時以降、第六戦隊は速力30ノットで突進、旗艦青葉の左前方3000mに初雪、右前方を吹雪が航行し、重巡3隻（青葉、古鷹、衣笠）が単縦陣になっていた。先行した日進隊からガダルカナル島揚陸成功の報告もあり、第六戦隊は飛行場砲撃を決意。スコールから出たところ、21時43分にサボ島方向（第六戦隊より左前方）に艦影を認めた（アメリカ軍側は21時25分の時点で軽巡ヘレナが改良型レーダーで、後に肉眼で敵影を確認しそれぞれ報告）。これを敵艦隊なのか日進輸送隊なのか六戦隊司令部が迷い、味方識別信号を送りつつ敵味方識別を実施中に、艦影（米艦隊）は砲撃を開始。偶然にも米艦隊は第六戦隊に対し丁字戦法で迎撃する格好になっていた。
青葉の艦橋にいた貴島参謀の手記によれば、最初に被弾したのは青葉の右斜め前方にいた吹雪で、艦中央部に命中弾を受けた吹雪は爆発炎上したという。ほぼ同時に青葉も艦橋に命中弾を受け、五藤司令官が致命傷を負い、通信装置も破壊された。青葉は面舵をとって右に変針すると煙幕を展開、U字を描くような運動で戦場から離脱した。古鷹は取舵をとって左旋回を開始したところ、青葉の面舵変針と被弾炎上を確認するや取舵を戻し、右に反転して青葉を追った。これにより煙幕を展開した青葉と米艦隊の間に割り込んだ格好となった古鷹は集中砲撃を浴び、酸素魚雷に誘爆して航行不能となった。衣笠、初雪のみ左旋回運動を行いつつ米艦隊に砲撃を行い、ボイシ、ソルトレイクシティーに損害を与えて戦場を離脱した。その間、吹雪は青葉に同航して右旋回を行うが、重巡洋艦サンフランシスコ以下の集中砲撃を浴びて撃沈された。
アメリカ軍によれば、米艦隊はヘレナが口火を切る形で青葉、古鷹を撃破したあと同士討ちを避けるため一旦射撃を中止、射撃を再開したところ「サンフランシスコ」西方1400mに同航中の艦影を発見。識別不能の灯火信号を1-2分点滅して右に変針したため敵艦（吹雪）と判断して照射攻撃を実施。「サンフランシスコ」以下健在の米艦隊から砲撃を受けた「吹雪」は21時53分(アメリカ軍時間)に爆発を起こして沈没した。第六戦隊戦闘詳報では吹雪の沈没情況を以下のように報告している。
山下駆逐艦長以下220名が戦死、日本側が救助した生存者は僅か8名であった。ただしアメリカ側資料に基づく英文書籍には、吹雪乗組員の109名をアメリカ軍が救助、あるいは109名生存との記述がある。アメリカ軍に救助された者はニュージーランドの捕虜収容所でフェザーストン事件に遭遇した。
この後、古鷹の救援に向かった駆逐艦4隻（第9駆逐隊《朝雲、夏雲》、第11駆逐隊第1小隊《白雪、叢雲》）のうち、夏雲、叢雲がアメリカ軍機の空襲で沈没している。
第六戦隊は「巡洋艦2隻、駆逐艦1隻撃沈、巡洋艦1隻大破」という戦果を報告したが、実際の損害は駆逐艦ダンカン沈没、軽巡洋艦ボイシ大破、重巡洋艦ソルトレイクシティー小破、駆逐艦ファレンホルト大破というものだった。日本軍の輸送作戦そのものは成功し、日進輸送隊はラッセル諸島西側を通過して戦場を離脱、軽巡川内、由良等と合流して帰投した。また損害を被った米艦隊もルンガ沖から避退し、その間隙をついて10月13日には第三戦隊（金剛、榛名）の、10月15日には重巡鳥海、衣笠によるヘンダーソン基地艦砲射撃が実施されている。
10月16日、軽巡洋艦戦隊（川内、由良、龍田）と第四水雷戦隊（旗艦秋月）、同水雷戦隊第1小隊：第9駆逐隊（朝雲）・第6駆逐隊（暁、雷）、第2小隊：第2駆逐隊（村雨、夕立、春雨、五月雨）、第3小隊：第19駆逐隊（浦波、敷波、綾波）、第4小隊：第27駆逐隊（有明、白露、時雨）によるガダルカナル島輸送作戦（陸兵2159名、野砲6門、速射砲12門、軍需物資）が行われることになった。17日夜、軽巡戦隊はガ島エスペランス岬にて水雷戦隊はタサファロング岬にて揚陸に成功する。この時、ガダルカナル島から輸送艦隊に収容された231名の中に吹雪の航海長が含まれていた。
11月15日、サボ島沖海戦で沈没した夏雲、叢雲と共に吹雪は除籍された。また同日附で『吹雪型駆逐艦』は『白雪型駆逐艦』と改定された。
2015年1月、ポール・アレンの調査チームにより残骸が発見された。

## 歴代艦長
※『艦長たちの軍艦史』262-263頁による。

### 艤装員長
1. 横山徳治郎 中佐：1928年2月1日 - 1928年7月10日[162]

### 艦長
1. 横山徳治郎 中佐：1928年7月10日[162] - 1928年12月10日
2. 石戸勇三 中佐：1928年12月10日 - 1929年11月30日
3. 樋口通達 中佐：1929年11月30日[163] - 1931年10月31日[164]
4. 佐藤慶蔵 中佐：1931年10月31日[164] - 1932年5月14日[165]
5. 大藤正直 中佐：1932年5月14日[165] - 1932年12月1日[166]
6. 直塚八郎 中佐：1932年12月1日 - 1933年11月15日
7. 平井泰次 少佐：1933年11月15日 - 1935年10月15日
8. （兼）佐藤寅治郎 中佐：1935年10月15日 - 1935年11月9日[167]
9. 植田弘之介 中佐：1935年11月9日 - 1936年11月16日[168]
10. 香川清登 少佐：1936年11月16日 - 1937年11月15日[169]
11. 藤田友造 少佐：1937年11月15日 - 1938年2月4日[170]
12. 山田鉄夫 少佐：1938年2月4日 - 1938年11月15日[171]
13. （兼）折田常雄 少佐：1938年11月15日 - 1938年12月15日[172]
14. 脇田喜一郎 中佐：1938年12月15日 - 1939年10月10日[173]
15. 奥山鎮雄 少佐：1939年10月10日 - 1940年10月15日[174]
16. 山下鎮雄 少佐：1940年10月15日 - 1942年10月11日戦死